# Acanthoscurria aurita
Acanthoscurria aurita är en spindelart som beskrevs av Salvador de Toledo Piza Júnior 1939. Acanthoscurria aurita ingår i släktet Acanthoscurria och familjen fågelspindlar. Inga underarter finns listade i Catalogue of Life.